# Predigerkirche w Erfurcie
Predigerkirche (kościół kaznodziejski) – ewangelicki kościół w Erfurcie, w Niemczech, główna protestancka świątynia miasta. 

## Historia
W 1229 roku arcybiskup Moguncji Zygfryd zalecił władzom Erfurtu przyjęcie zakonu dominikanów. Zakon kupił kawałek ziemi w mieście stawiając na nim klasztor.
Budowa obecnego kościoła rozpoczęła się w 1266 roku, nawy kościoła ukończono najpóźniej w 1272 roku. W latach 1447–1488 zbudowano wieżę kościelną, co ostatecznie zakończyło budowę świątyni.
W 1525 roku świątynię przekazano protestantom, lecz do 1588 klasztor był ciągle w posiadaniu katolickiego zakonu dominikanów. Od 1631 do 1635 był kościołem garnizonowym i dworskim króla Szwecji Gustawa II Adolfa. W 1806 roku wojska francuskie okupowały miasto, które w 1811 planowały zburzyć Predigerkirche, do czego ostatecznie nie doszło. 
Po upadku NRD rozpoczęto remont kościoła oraz sąsiadującego z nim klasztoru.

## Architektura
Świątynia gotycka, trójnawowa, o układzie bazylikowym. Wnętrze jasne, ściany okryte białym tynkiem. We wschodniej części kościoła znajduje się wieża. 

## Galeria

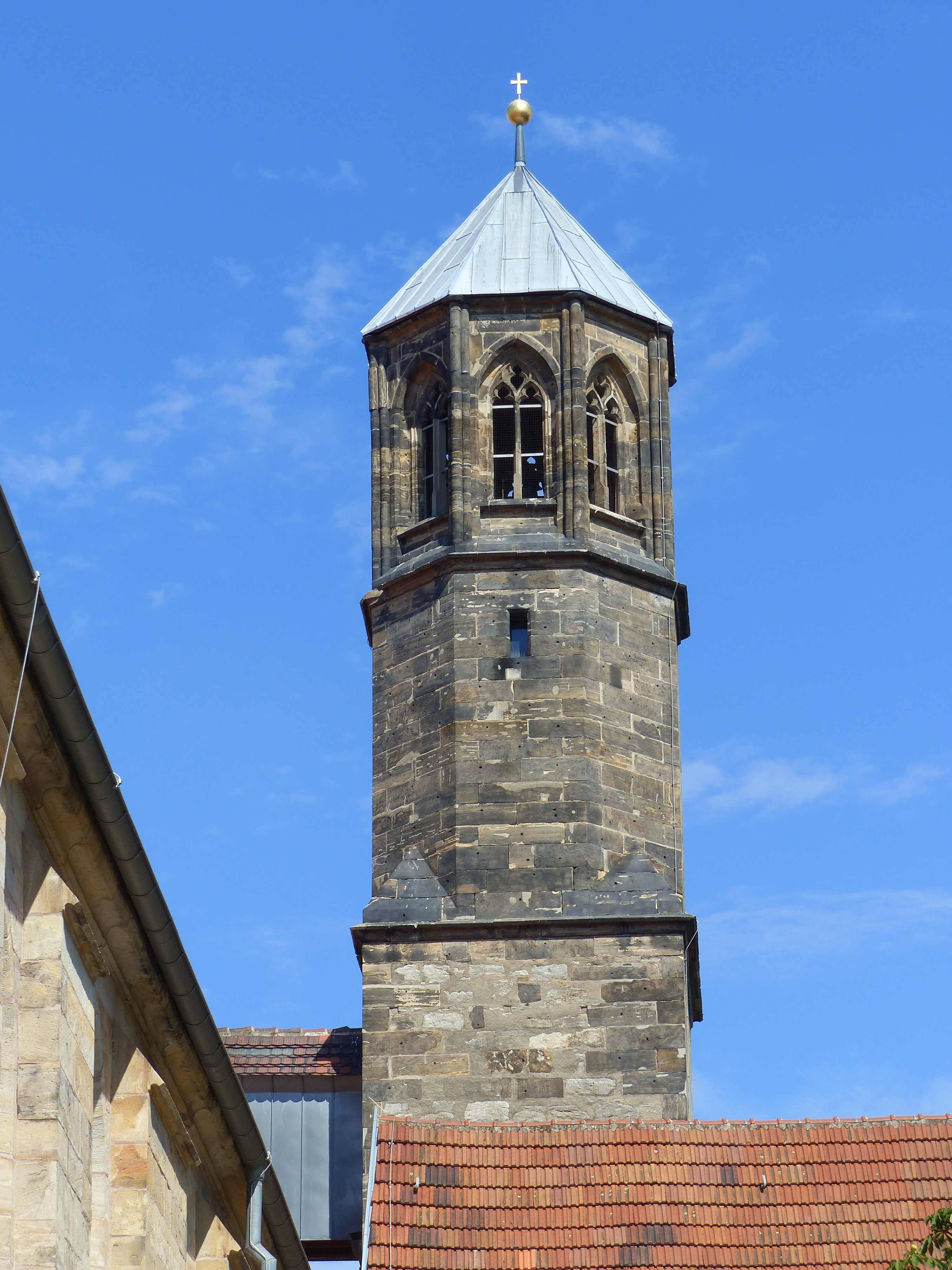
Wieża kościoła
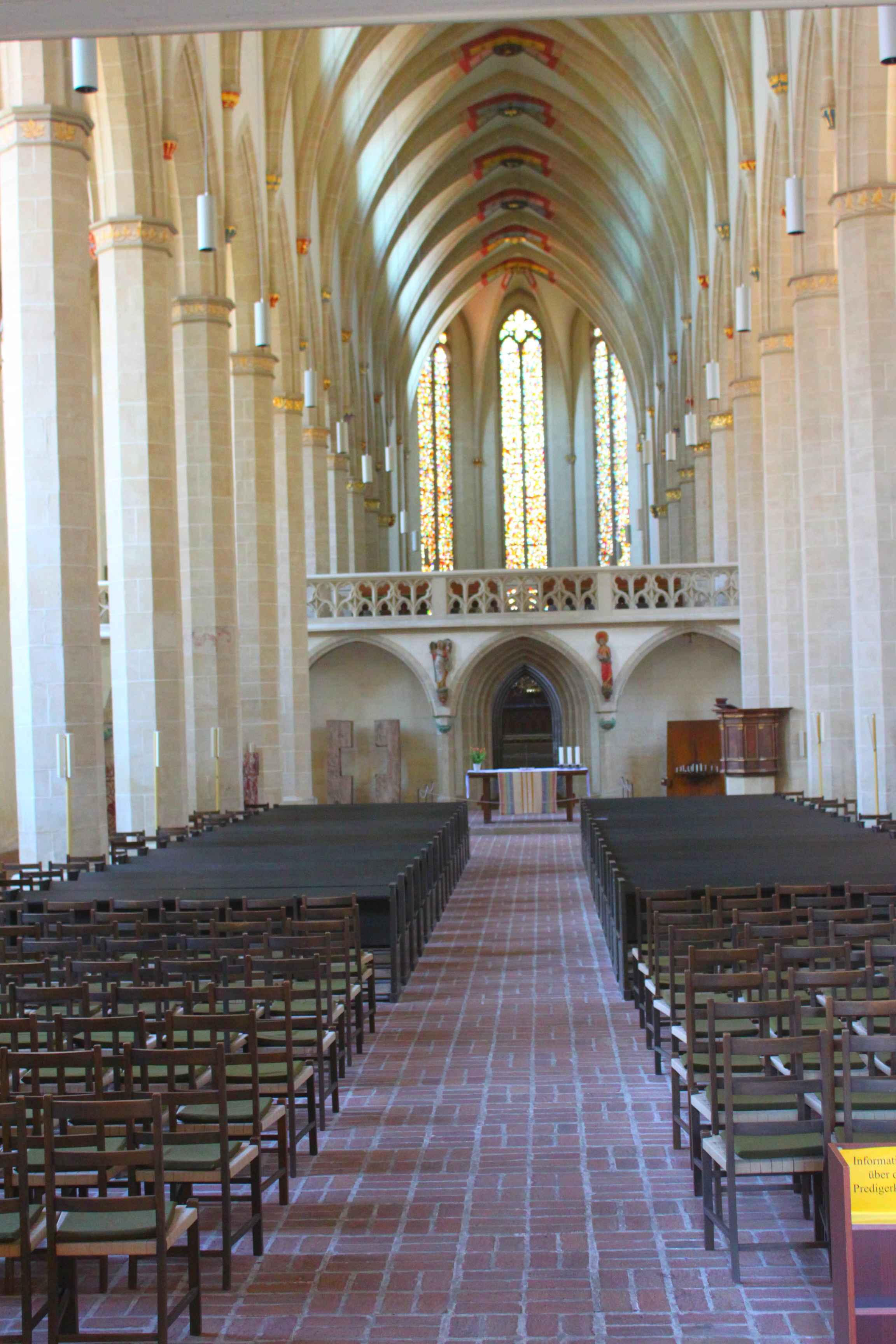
Wnętrze
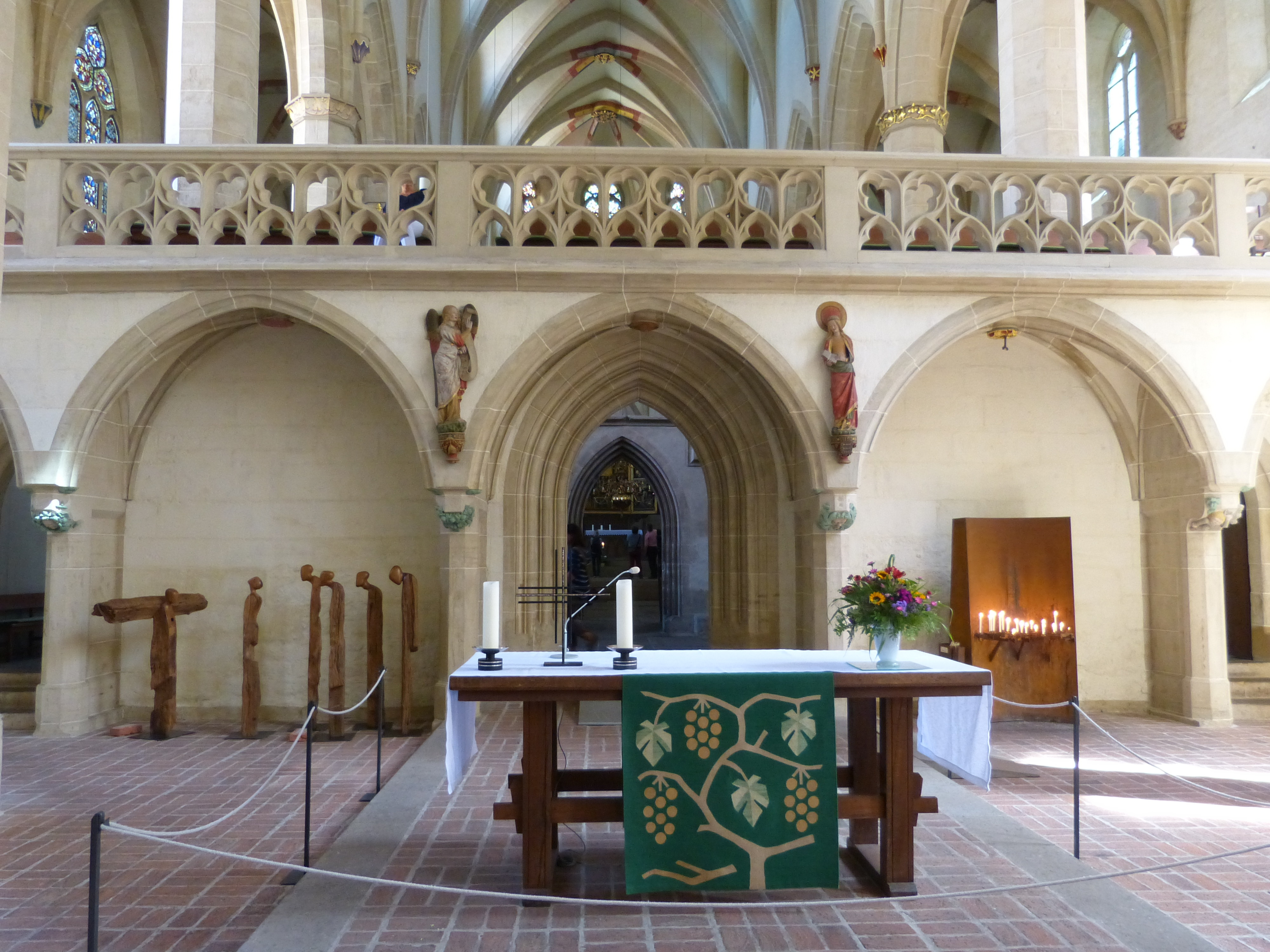
Ołtarz
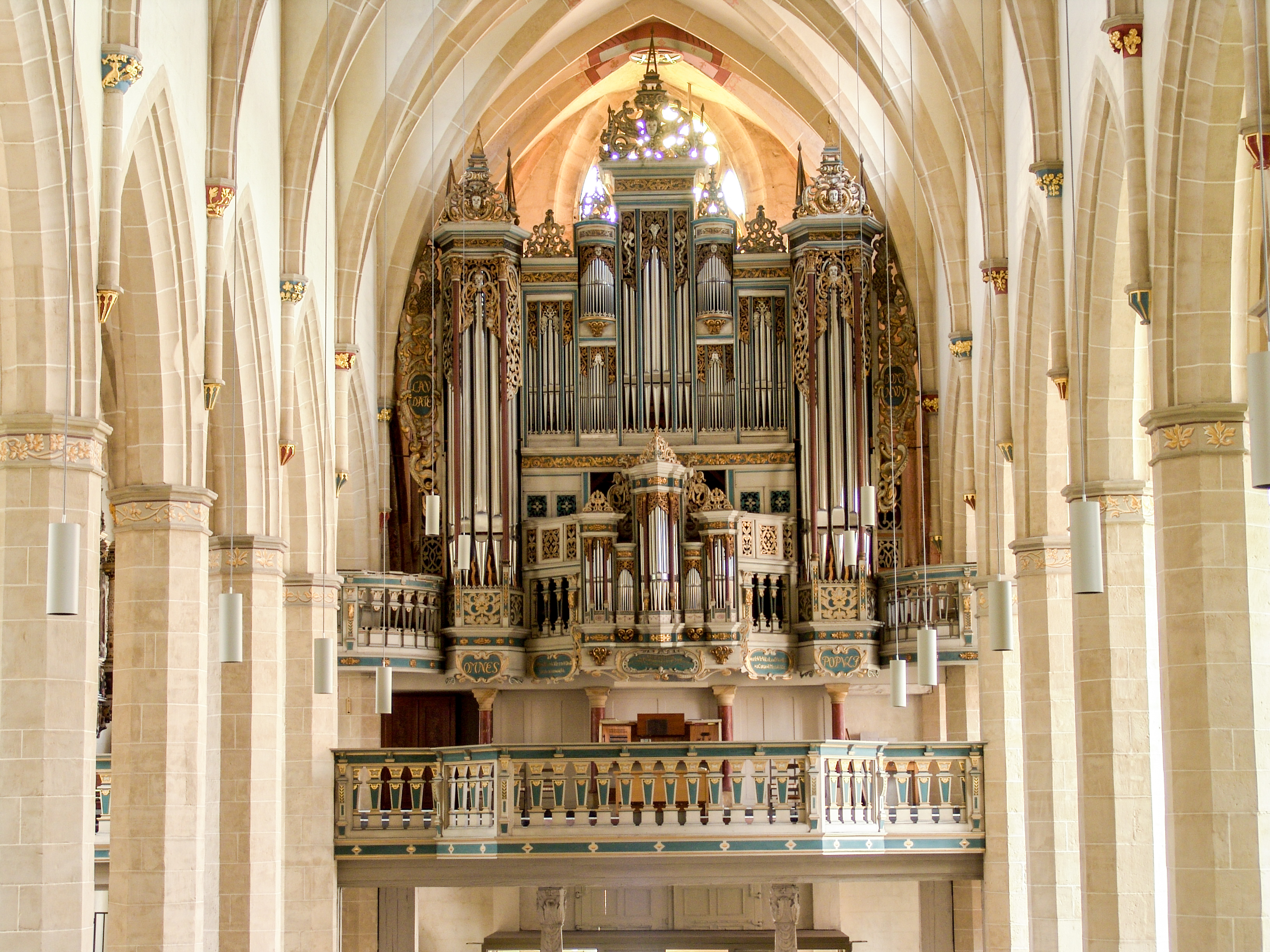
Organy